# Spay (Németország)
Spay település Németországban, Rajna-vidék-Pfalz tartományban. Lakosainak száma 1895 fő (2023. december 31.). Spay Boppard és Brey községekkel határos.

## Népesség
A település népességének változása:
| Lakosok száma | 2193 | 1909 | 1911 | 1923 | 1917 | 1895 |
|               | 1975 | 2017 | 2019 | 2021 | 2022 | 2023 |